# Piraeus (stad)
Piraeus, Grieks: Πειραιάς, met diverse spellingvarianten zoals Pireus, Piraea en Pireas, is een stad in Griekenland. Piraeus ligt in de agglomeratie van Athene. Beide steden liggen op het schiereiland Attica.
Piraeus ligt aan de Golf van Egina en is de havenplaats van Athene, op 12 km van het centrum van Athene. Het is al millennia een belangrijke Griekse havenplaats. De Chinese staatsrederij COSCO nam in 2016 een grote participatie in de haven, die vervolgens fors werd uitgebreid. Vanuit de haven worden Chinese goederen naar de Europese Unie vervoerd. Met Chinese hulp werd de spoorverbinding voor goederentransport gemoderniseerd die via Belgrado naar Boedapest leidt.
Piraeus is de grootste passagiershaven in Europa en de tweede grootste passagiershaven in de wereld, en heeft jaarlijks een passagiersaantal van 19.000.000. De haven biedt veerverbindingen naar veel Griekse eilanden en verbindingen naar andere internationale havens, zoals Limasol, Haifa en Alexandrië.
Het is met het openbaar vervoer mogelijk van het centrum van Athene naar Piraeus reizen, met de bus, tram of metro, lijn 1.Vanaf de internationale luchthaven van Athene, is Piraeus direct te bereiken met metro lijn 3 . Vlak bij de grote haven van Piraeus bevindt zich een metrostation. Piraeus is met de trein te bereiken.
Behalve de grote haven heeft Piraeus een kleinere zeehaven. Hier lagen in het oude Griekenland de oorlogsschepen voor anker. Dicht bij deze zeehaven is een archeologisch museum.
Er stond meer dan duizend jaar lang een marmeren standbeeld, de leeuw van Piraeus, bij de haven. Om deze reden werd de stad in de middeleeuwen Porto Leone genoemd, maar het beeld is later geroofd en naar Venetië gebracht.

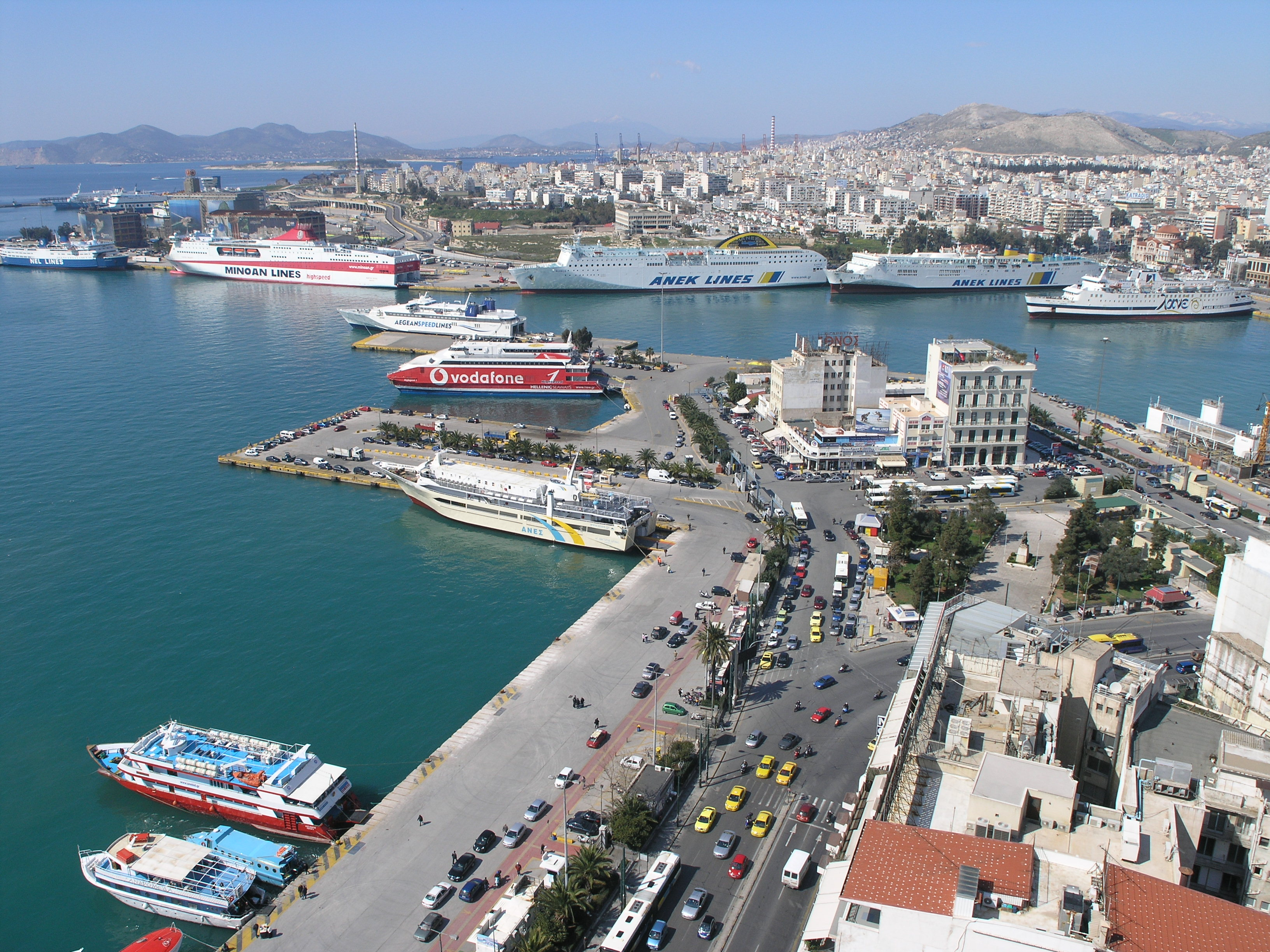
De haven
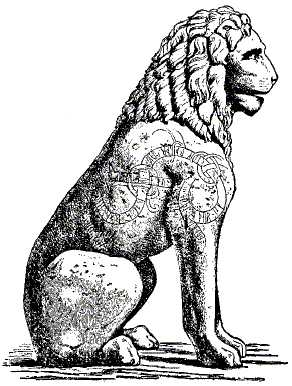
De leeuw van Piraeus
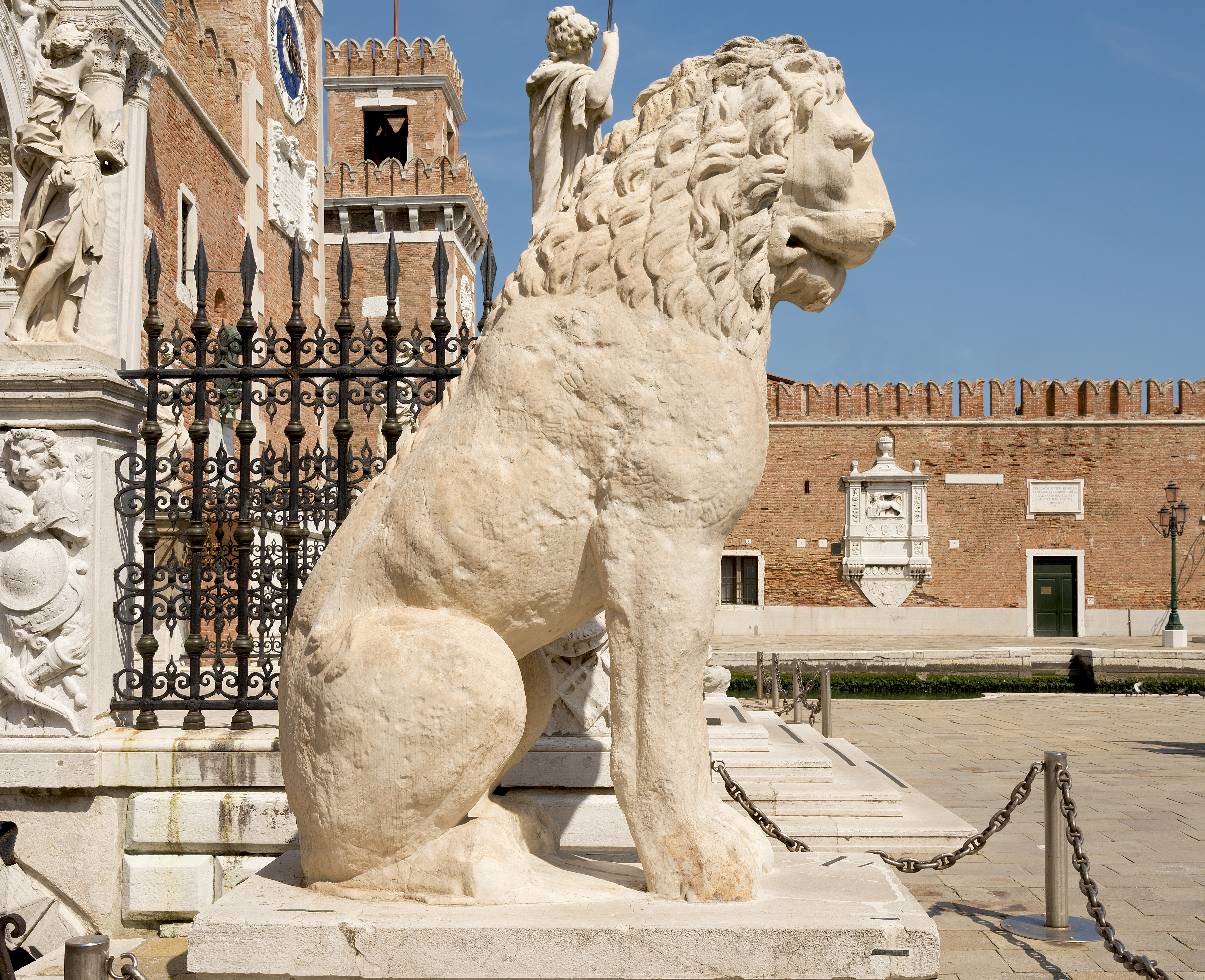
De 3m hoge leeuw van Piraeus in Venetië

## Sport
Piraeus was het strijdtoneel van de Wielersport op de Olympische Spelen van 1896. Speciaal voor de spelen werd een wielerbaan gebouwd door het Griekse Olympisch Comité. Dit Neo Phaliron Velodrome werd de thuisbasis van de voetbalclubs Ethnikos Piraeus (1923) en Olympiakos Piraeus (1925). De clubs groeiden uit in meerdere takken van sport. Olympiakos werd het meest succesvol en speelt nu nog op hetzelfde terrein in het in 2004 geheel nieuw gebouwde Georgios Karaiskákisstadion. De basketbal- en de volleybalploeg van Olympiakos spelen in het aangrenzende stadion: het Vrede- en Vriendschapsstadion. Tijdens de Olympische Zomerspelen 2004 werd een deel van het voetbaltournooi en het hele volleybaltoernooi in de stadions gespeeld.

## Stedenband
- Ostrava

## Geboren
- Katina Paxinou (1900-1973), actrice
- Anastasios Yannoulatos (1929-2025), Albanees-orthodox aartsbisschop
- Kostas Simitis (1936-2025), van 1996-2004 premier van Griekenland
- Georgios Zaimis (1937-2020), zeiler
- Michalis Kapsis (1973), voetballer
- Dimitris Diamantakos (1993), voetballer

## Overleden
- Marina Galanou overleden in 2021, uitgeefster, schrijfster en columniste
- Georgios Karaiskakis, † 23 april 1827, Grieks krijgsheer